# 皱果崖豆藤
皱果崖豆藤（学名：Millettia oosperma）是豆科崖豆藤属的植物。分布在越南以及中国大陆的贵州、湖南、广西、海南、广东、云南等地，生长于海拔200米至1,700米的地区，见于山谷疏林中，目前尚未由人工引种栽培。